# Bàscara
Bàscara és un municipi, simbòlicament, de la República Catalana, a la comarca de l'Alt Empordà, a les Comarques Gironines. Està format per la vila de Bàscara i els pobles agregats de Calabuig i Orriols-Les Roques, que es van incorporar al municipi de Bàscara el 1846.
La vila de Bàscara està situada a l'extrem sud de la comarca, a la vora dreta del Fluvià, dalt d'un turó, a 66 m sobre el nivell del mar. Manté restes de l'antiga muralla medieval i del castell episcopal. La primera referència escrita data del 817.

## Geografia
- Llista de topònims de Bàscara (Orografia: muntanyes, serres, collades, indrets..; hidrografia: rius, fonts...; edificis: cases, masies, esglésies, etc).

| Entitat de població | Habitants (2023) |
| Bàscara             | 661              |
| Orriols             | 165              |
| les Roques          | 145              |
| Calabuig            | 82               |
| Font: Idescat       |                  |

Bàscara es troba al cantó del riu Fluvià, i fins al 1940 no es va construir el pont definitiu que el travessa (carretera N-II). Fins llavors, el pas del riu es feia per un passallís, i també un xic més a l'est, en barca, a prop de l'anomenat Hostal de la Barca (ja a Pontós) i de l'ermita de Santa Anna de Pontós.

## Demografia
| 1497 f | 1515 f | 1553 f | 1717 | 1787 | 1857  | 1877 | 1887 | 1900 | 1910 |
| ------ | ------ | ------ | ---- | ---- | ----- | ---- | ---- | ---- | ---- |
| 83     | 64     | 67     | 368  | 592  | 1.018 | 992  | 955  | 857  | 911  |

| 1920 | 1930 | 1940 | 1950 | 1960 | 1970 | 1981 | 1990 | 1992 | 1994 |
| ---- | ---- | ---- | ---- | ---- | ---- | ---- | ---- | ---- | ---- |
| 899  | 853  | 857  | 890  | 825  | 811  | 734  | 770  | 762  | 762  |

| 1996 | 1998 | 2000 | 2002 | 2004 | 2006 | 2008 | 2010 | 2012 | 2014 |
| ---- | ---- | ---- | ---- | ---- | ---- | ---- | ---- | ---- | ---- |
| 770  | 778  | 822  | 845  | 870  | 900  | 915  | 963  | 968  | 949  |

| 2016 | 2018  | 2020  | 2022  | 2024  | 2026 | 2028 | 2030 | 2032 | 2034 |
| ---- | ----- | ----- | ----- | ----- | ---- | ---- | ---- | ---- | ---- |
| 980  | 1.000 | 1.001 | 1.034 | 1.057 | -    | -    | -    | -    | -    |

## Llocs d'interès
- Muralles de Bàscara, al voltant del nucli històric, originades al segle xiii, declarades Bé cultural d'interès nacional (BCIN).
- Castell de Bàscara o castell episcopal, obra popular dels segles xiv i xv, declarat BCIN.
- Castell de Calabuig, obra popular dels segles xiv i xv, declarat BCIN.
- Castell d'Orriols, obra renaixentista dels segles XVI-XVII, declarat BCIN.
- Església parroquial de Sant Iscle
- Priorat de Sant Nicolau, actualment Can Pagès (Calabuig)
- Ruïnes de l'església de Sant Miquel de Terrades (Calabuig)
- Església de Sant Feliu (Calabuig)
- El molí de Calabuig
- Castell-palau d'Orriols (segles XVI -XVIII)
- Ajuntament (segle XVI)

## Tradicions
- El Mercat dels Tortells
- Festa Major, al novembre
- Festa d'estiu, a l'agost
- Festa municipal, el 19 d'abril[7]

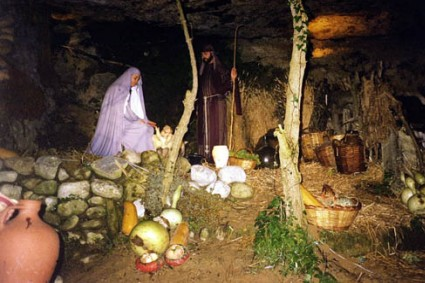
Imatge del Pessebre Vivent de Bàscar
a

- El Pessebre Vivent de Bàscara,[8] representat des del 1973
- Cursa Despertaferro,[9] al setembre i al febrer

## Fets rellevants
- El 7 de maig de 2022 es va proclamar "territori alliberat" d'Espanya i municipi de la República Catalana. Fou un acte simbòlic.[10]
- El 8 de maig de 2022 va patir un atac feixista al municipi.[11]